# Chuba
Chuba (urart. Dḫu-ba-a) – bogini Urartu, małżonka Tejszeby. Zgodnie z napisami na urartyjskich tabliczkach glinianych ofiarę dla niej stanowiły jedna krowa i jedna owca.